# 約羅伊寧

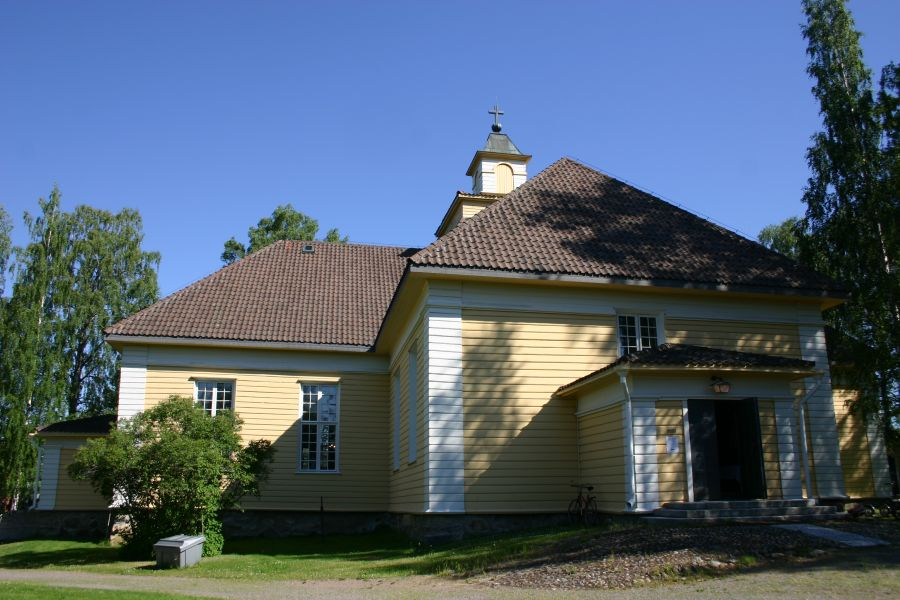
約羅伊寧教堂

約羅伊寧（芬蘭語：Joroinen）是芬蘭北薩沃尼亞區的市鎮，位於該國東南部，始建於1631年，面積712平方公里，2013年人口5,304，人口密度為每平方公里9.22人。

## 历史
約羅伊寧原属南萨沃尼亚区，2021年1月1日起加入北薩沃尼亞區。

## 外部連結
- 約羅伊寧市镇官方网站 （文）